# Кастело (Форли-Чезена)
Кастело (итал. Castello) је насеље у Италији у округу Форли-Чезена, региону Емилија-Ромања.
Према процени из 2011. у насељу је живело 70 становника. Насеље се налази на надморској висини од 669 м.